# Yushō-Krankheit

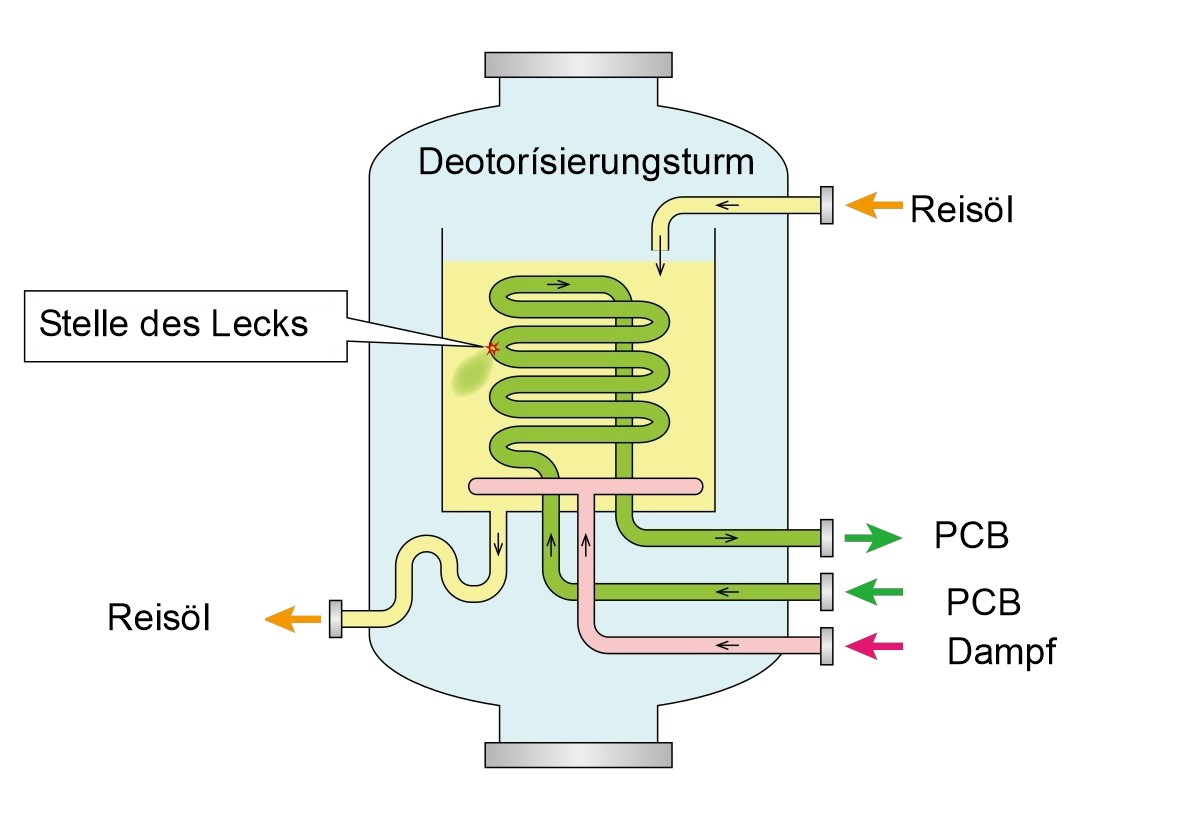
Desodorierungsturm für Reisölverarbeitung

Die Yushō-Krankheit, Yushō-Vergiftung, Kanemi-Öl-Vergiftung oder Öl-Krankheit (japanisch カネミ油症事件, Kanemi Yushō jiken) ist ein Symptomkomplex, der durch Vergiftung mit polychlorierten Biphenylen (PCB), polychlorierten Dibenzofuranen (PCDF) und weiteren chlororganischen Verbindungen verursacht wird. Das Wort stammt von der japanischen Bezeichnung yushō (jap. 油症), wörtlich „Öl-Symptom“.

## Übersicht
Das erste Mal kam es 1968 in der japanischen Präfektur Fukuoka zu einem solchen Vergiftungsfall. Im Februar und März beobachtete man Atmungsprobleme bei Geflügel. Wie später klar wurde, hatte man dessen Futter Reisöl der Firma Kanemi Sōko beigemischt. Im Juni traten erstmals auch bei Menschen Hautausschläge und Probleme mit inneren Organen auf. Im Oktober untersuchte man in der Universität Kyūshū eine Reisölprobe, die einer der Patienten zur Verfügung gestellt hatte, und stellte eine Kontaminierung mit PCB und  Furanen fest. Bei Nachforschungen in der Raffinationsanlage des Herstellers entdeckte man zwei Lecks in einer Heizschlange, ein kleineres infolge von Korrosion, ein größeres als Folge von fehlerhaften Schweißarbeiten im Januar 1968. Über diese Lecks geriet PCB in das Speiseöl. Die PCB-Konzentration im Reisöl betrug ungefähr 2000 ppm, sodass die durchschnittlich aufgenommene Gesamtdosis an PCB vier bis fünf Gramm innerhalb eines halben Jahres betrug.
Bei etwa 2000 Personen, die ihre Nahrung mit diesem Reisöl zubereiteten, kam es zu Chlorakne, Haut- und Schleimhautläsionen, starkem Tränenfluss, Abmagerungen, Leber-, Milz- und Nierenschäden. Auch endokrinologische Störungen wie veränderte Menstruationszyklen und gestörte Immunantworten wurden beobachtet. Die Haut von Neugeborenen vergifteter Mütter war in 90 % der Fälle dunkel gefärbt und führte zur Bezeichnung kuroi akachan („schwarze Babys“). Bei den Betroffenen wurde auch ein vermehrtes Auftreten von Lebertumoren festgestellt.
In Taiwan gab es 1979 einen ähnlichen Vorfall, für den man die im Chinesischen yucheng (pinyin: yóuzhèng) gelesene Bezeichnung aus dem Japanischen übernahm.
Der Einsatz von PCB wurde 1978 in offenen Systemen untersagt, seit 1989 in Deutschland generell verboten.